# Piazza del Senato (San Pietroburgo)

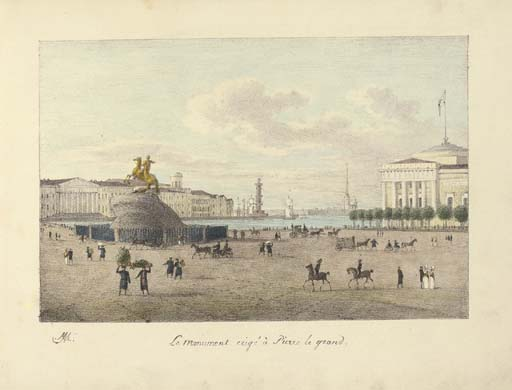
La Piazza del Senato in un'incisione di Andrei Efimowitsch Martynow (1768-1826)

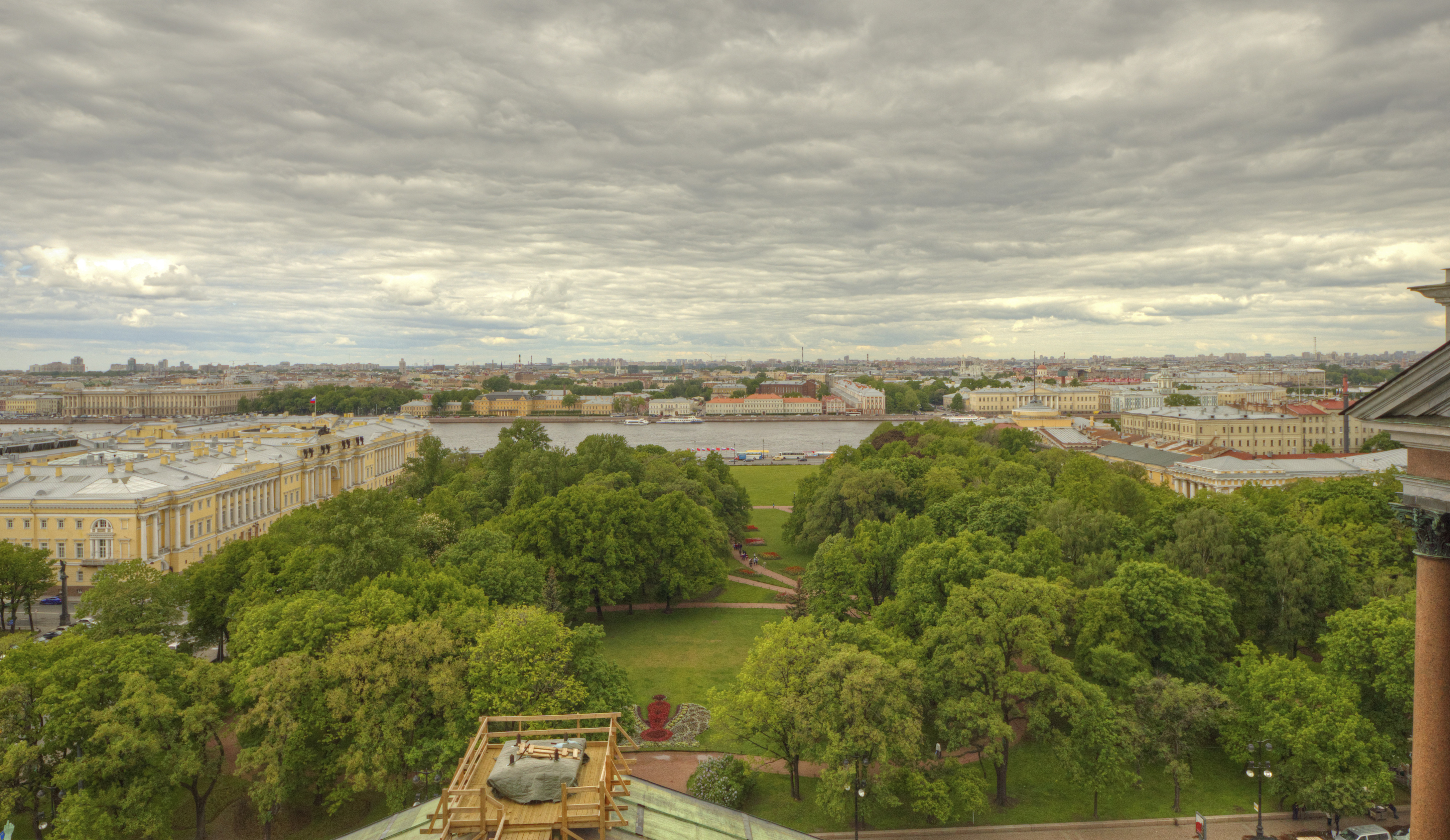
Vista della Piazza del Senato dalla piattaforma di osservazione sul colonnato della cattedrale di Sant'Isacco

La Piazza del Senato (in russo Сенатская площадь?), precedentemente Piazza dei Decabristi (in russo Площадь Декабристов?) e prima del 1925 Piazza Pietro (in russo Петровская площадь?), è una piazza di San Pietroburgo sulla riva sinistra della Neva. Anche la cattedrale di Sant'Isacco, l'Ammiragliato e il maneggio si trovano nelle vicinanze.
Il suo secondo nome deriva dal movimento di nobili rivoluzionari, formatosi dopo la guerra patriottica del 1812 e fondato il 14 dicembre 1825, riuniti in piazza per rovesciare lo zar Nicola I. La rivolta decabrista fu repressa. Nel 1925 fu ribattezzata piazza dei Decabristi per commemorare gli eventi del passato.
La piazza è delimitata ad est dall'edificio dell'Ammiragliato, a ovest si trova il complesso degli edifici del Senato e del Santissimo Sinodo (oggi sede della Corte costituzionale della Russia).
Al centro della piazza si trova il famoso Il cavaliere di bronzo, una statua equestre in bronzo dello zar Pietro il Grande.
Il 29 luglio 2008 la piazza ha ripreso il suo nome originale.